# Tripods

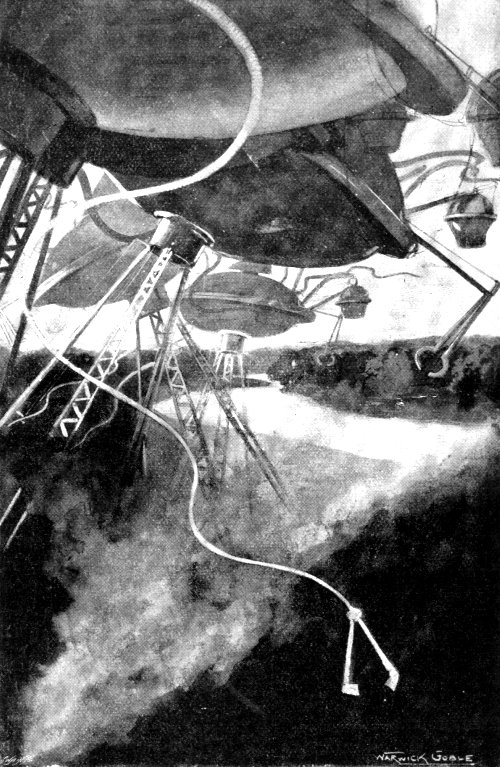
Máquinas marcianas por Warwick Goble para a revista Pearson (1897), as ilustrações foram criticas por Wells.

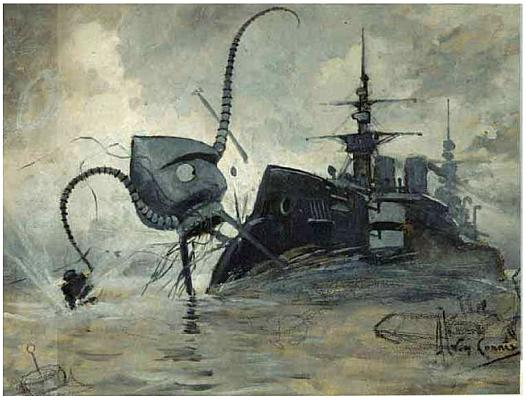
Tripod marciano desenhado por Henrique Alvim Corrêa para edição belga de 1906 do livro A Guerra dos Mundos.

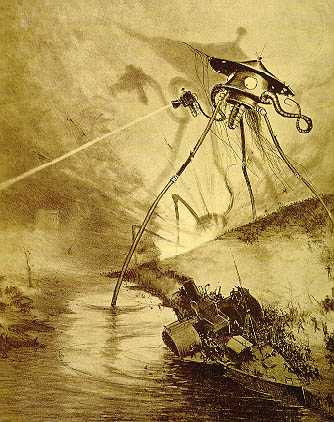
Raio de Calor disparado por um tripod em A Guerra dos Mundos. Gravura de Henrique Alvim Corrêa.

No romance de H.G. Wells, A Guerra dos Mundos (War of the Worlds), tripods são as máquinas alienígenas fictícias oriundas do planeta Marte. Com uma altura considerável, cada uma delas possuiria três pés mecânicos que as sustentaríam e uma cabine de comando com o tamanho aproximado de uma casa que emitiria luz. Seríam controladas por marcianos que teriam como objetivo exterminar e pulverizar os humanos. Os tripods possuiriam um laser incinerador e tentáculos que permitiriam aos alienígenas explorar o planeta sem ter que sair da cabine da máquina.
No romance de Wells, os tripods chegaram a partir de cilindros que a semelhavam a meteoro, que  era lançado de Marte.

## Filme de 2005 de Steven Spielberg
Em 2005, Steven Spielberg dirigiu uma versão do romance na qual os tripodes surgem do chão após terem sido enterrados aqui por muitos anos. Os tripodes são negros, metálicos, possuem três faróis, são protegidos por um campo de força invisível e resistente a mísseis e tiros e emitem um forte som parecido com uma buzina de navio. São armados com dois lançadores de lasers vaporizadores de pessoas, e possuem diversos tentáculos com os quais capturam humanos para prendê-los em duas gaiolas localizadas nas "nucas" das máquinas. Quando necessário, pessoas são retiradas dessas gaiolas e têm seu sangue sugado por um tentáculo-agulha. O sangue é utilizado para fertilizar a trepadeira vermelha dos alienígenas. Contam ainda com um tentáculo-câmera que usam para vasculhar lugares pequenos demais para eles entrarem. Os tripodes têm formato muito semelhante aos próprios extraterrestres que o pilotam, como pode ser visto na cena em que um grupo de seres entram no porão onde os protagonistas se escondem.